# Regniowez
Regniowez ist eine französische Gemeinde mit 377 Einwohnern (Stand: 1. Januar 2022) im Département Ardennes in der Region Grand Est (bis 2015 Champagne-Ardenne). Sie gehört zum Arrondissement Charleville-Mézières, zum Kanton Rocroi und zum Gemeindeverband Ardennes Thiérache.

## Geografie
Der Ort liegt im 2011 gegründeten Regionalen Naturpark Ardennen. Umgeben wird Regniowez von den Nachbargemeinden Taillette im Osten, Éteignières im Südosten und Süden, Neuville-lez-Beaulieu im Westen sowie von den belgischen Gemeinden Chimay im Nordwesten und Couvin im Nordosten.
Der 1956 erbaute ehemalige NATO-Flugplatz Rocroi-Regniowez Aerodrome diente der Royal Canadian Air Force bis 1967 als Luftstützpunkt der auf dem Flugplatz Montmédy-Marville stationierten 1. Canadian Air Division.

## Bevölkerungsentwicklung
| Jahr                       | 1962 | 1968 | 1975 | 1982 | 1990 | 1999 | 2007 | 2018 |
| Einwohner                  | 416  | 344  | 355  | 357  | 366  | 396  | 387  | 388  |
| Quellen: Cassini und INSEE |      |      |      |      |      |      |      |      |

## Sehenswürdigkeiten

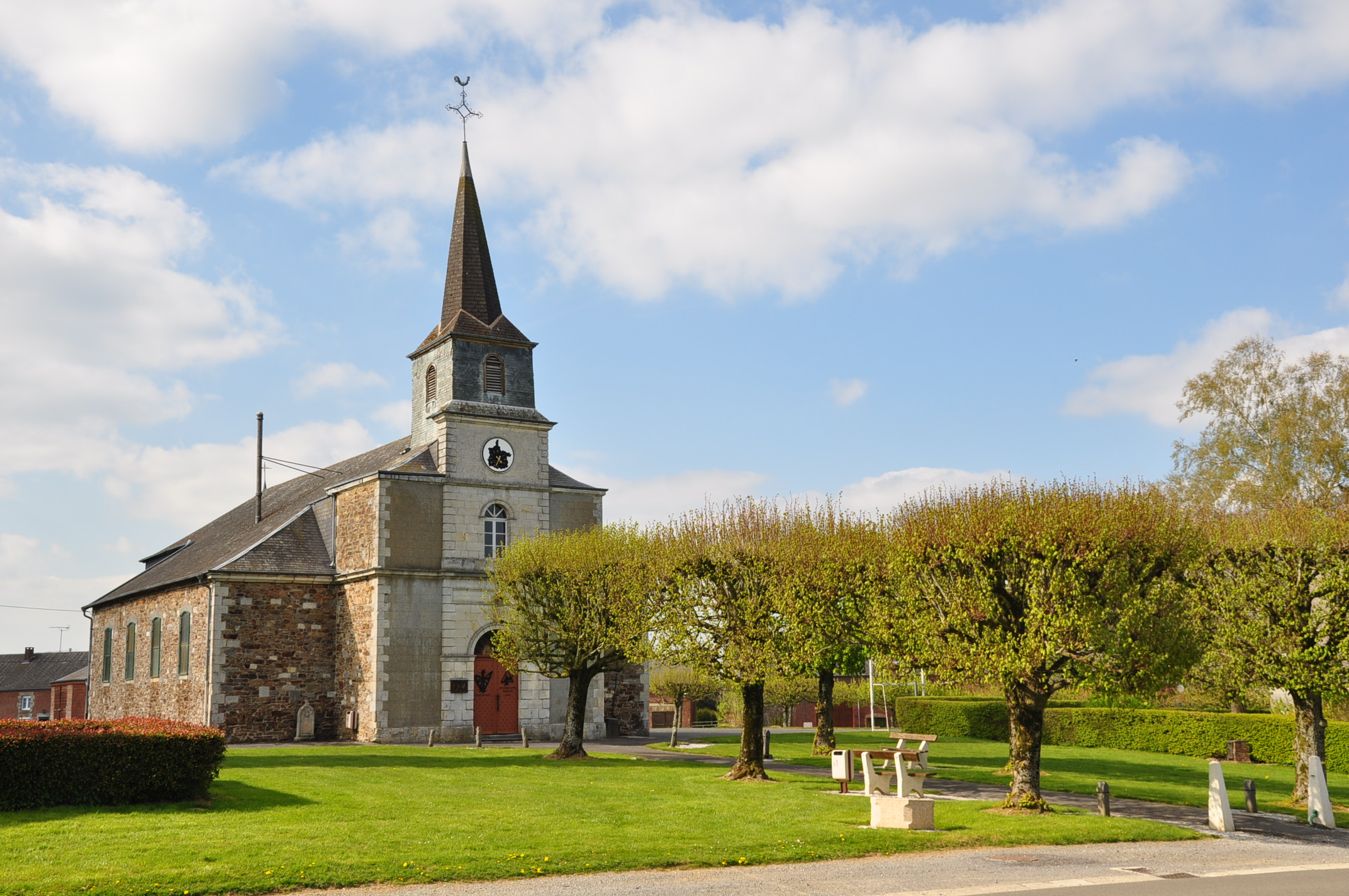
Kirche Sainte-Trinité

- Kirche Sainte-Trinité